# Маљоне
Маљоне (итал. Maglione) је насеље у Италији у округу Торино, региону Пијемонт.
Према процени из 2011. у насељу је живело 429 становника. Насеље се налази на надморској висини од 293 м.

## Становништво
Према резултатима пописа становништва 2011. у општини је живело 468 становника.
| 1936. | 1951. | 1961. | 1971. | 1981. | 1991. | 2001. | 2011. |
| ----- | ----- | ----- | ----- | ----- | ----- | ----- | ----- |
| 814   | 703   | 596   | 550   | 489   | 495   | 488   | 468   |